# Jacek Kozaczyński
Jacek Kozaczyński (ur. 31 stycznia 1968 w Siedlcach) – polski polityk, przedsiębiorca, poseł na Sejm VI i VII kadencji.

## Życiorys
Zajął się prowadzeniem własnej działalności gospodarczej. W 2002 ukończył studia licencjackie z zakresu marketingu politycznego w Akademii Humanistycznej w Pułtusku.
Początkowo należał do Unii Polityki Realnej. Był członkiem rady politycznej Stronnictwa Konserwatywno-Ludowego i SKL – Ruch Nowej Polski, później działał w Platformie Obywatelskiej. Od 2002 zasiadał w siedleckiej radzie miejskiej (wybrany został z listy lokalnej, prawicowej koalicji). W 2006 z ramienia PO został wybrany na radnego sejmiku mazowieckiego.
W wyborach parlamentarnych w 2007 uzyskał mandat poselski z listy PO. Kandydując w okręgu siedleckim, otrzymał 8989 głosów. W latach 2008–2010 był wiceprezesem MKP Pogoń Siedlce, następnie został prezesem tego klubu. W wyborach w 2011 z powodzeniem ubiegał się o reelekcję, dostał 6804 głosy. W 2014 zajął 4. miejsce spośród 7 kandydatów w wyborach na prezydenta Siedlec. W 2015 zrezygnował z ubiegania się o poselską reelekcję. Wiosną 2017 został wykluczony z PO. We wrześniu tego samego roku przystąpił do Polski Razem, deklarując budowę struktur partii w Siedlcach i okolicach. W grudniu tego samego roku został wiceprezesem siedlecko-ostrołęckiego okręgu Porozumienia (w które w listopadzie przekształciła się Polska Razem). W 2018 jako kandydat tej partii bez powodzenia startował z listy PiS do sejmiku województwa.